# 维韦
维韦（法語：Vivey，法語發音：[vivɛ]）是法国上马恩省的一个市镇，属于朗格勒区。

## 地理
维韦（47°44'1"N, 5°3'59"E）面积13.05 平方千米，位于法国大東部大區上马恩省，该省份为法国东北部内陆省份，北起马恩省和默兹省，西接奥布省，西南接科多尔省，东南接上索恩省，东临孚日省。
与维韦接壤的市镇（或旧市镇、城区）包括：欧布里沃、瓦尔代蒂莱、普拉莱、维拉尔-桑特诺日。

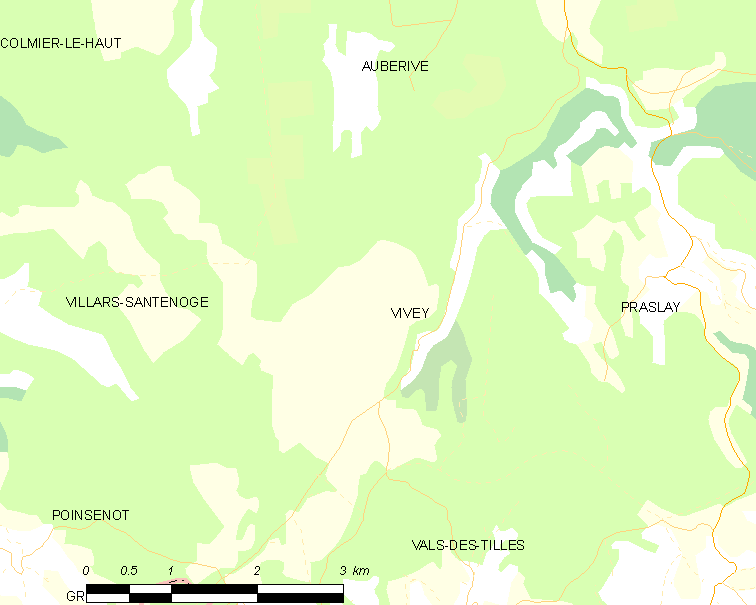
维韦的OSM定位图

维韦的时区为UTC+01:00、UTC+02:00（夏令时）。

## 行政
维韦的邮政编码为52160，INSEE市镇编码为52542。

## 政治
维韦所属的省级选区为维勒居西安勒拉克县。

## 人口

1962-2008年间维韦人口变化图示

维韦于2022年1月1日时的人口数量为51人。